# Десятовская
Десятовская — деревня в Белозерском районе Вологодской области.
Входит в состав Глушковского сельского поселения, с точки зрения административно-территориального деления — в Глушковский сельсовет.
Расположена на правом берегу реки Шексны. Расстояние по автодороге до районного центра Белозерска составляет 21 км, до центра муниципального образования деревни Глушково — 14 км. Ближайшие населённые пункты — Давыдовская, Кирьяновская, Лукино.
Население по данным переписи 2002 года — 19 человек.